# Hipgnosis
Hipgnosis là nhóm nghệ sĩ đồ họa người Anh có trụ sở tại London nổi tiếng với việc thiết kế bìa album cho các nhạc sĩ hàng đầu như Pink Floyd, T. Rex, the Pretty Things, Black Sabbath, UFO, 10cc, Bad Company, Led Zeppelin, AC/DC, Scorpions, Yes, The Nice, Emerson, Lake & Palmer, Def Leppard, Paul McCartney & Wings, The Alan Parsons Project, Genesis, Peter Gabriel, Electric Light Orchestra, The Police, Rainbow, Styx, Pezband, XTC và Al Stewart.
Hai thành viên chủ chốt của Hipgnosis là hai nghệ sĩ tới từ Cambridge Storm Thorgerson và Aubrey Powell, sau này có thêm Peter Christopherson. Nhóm giải tán vào năm 1983. Thorgerson tiếp tục thiết kế bìa đĩa cho tới khi qua đời vào năm 2013, trong khi Powell chuyển sang sản xuất phim và video cùng một số nghệ sĩ tên tuổi như Paul McCartney, The Who, Monty Python's Flying Circus, và trở thành giám đốc nghệ thuật cho Pink Floyd và David Gilmour.